# Vicente Ferrero Molina
Vicente Ferrero Molina   (Banyeres de Mariola, 1944) és un escultor valencià.
Es formà a l'Escola de Belles Artés de Sant Carles de València i en el taller del seu propi pare, també escultor. Completa la seua formació amb el Doctorat en Belles Arts a la Universitat Politècnica de València treballant sobre una tesi d'assumpte essencialment escultòric com "L'escultor i la vellea". En l'actualitat és Catedràtic de Dibuix i membre del Consell Valencià de Cultura. Fou el primer director del Museu de Belles Arts Gravina d'Alacant.
Vicente Ferrero ha treballat diversos materials com el marbre, el bronze o la fusta, esculpint obres de caràcter tant profà com religiós. Pel que fa a aquestes darreres, destaquen el Retaule dels Sants Espanyols a Ibi (l'Alcoià) o el Crist de Letur (Albacete). La seua obra està representada en distintes col·leccions com el Museu de Belles Arts de València o la de l'escultor Enrique Giner. Entre les privades cal destacar les de la Casa Reial a Madrid o la del Vaticà.